# Música laietana

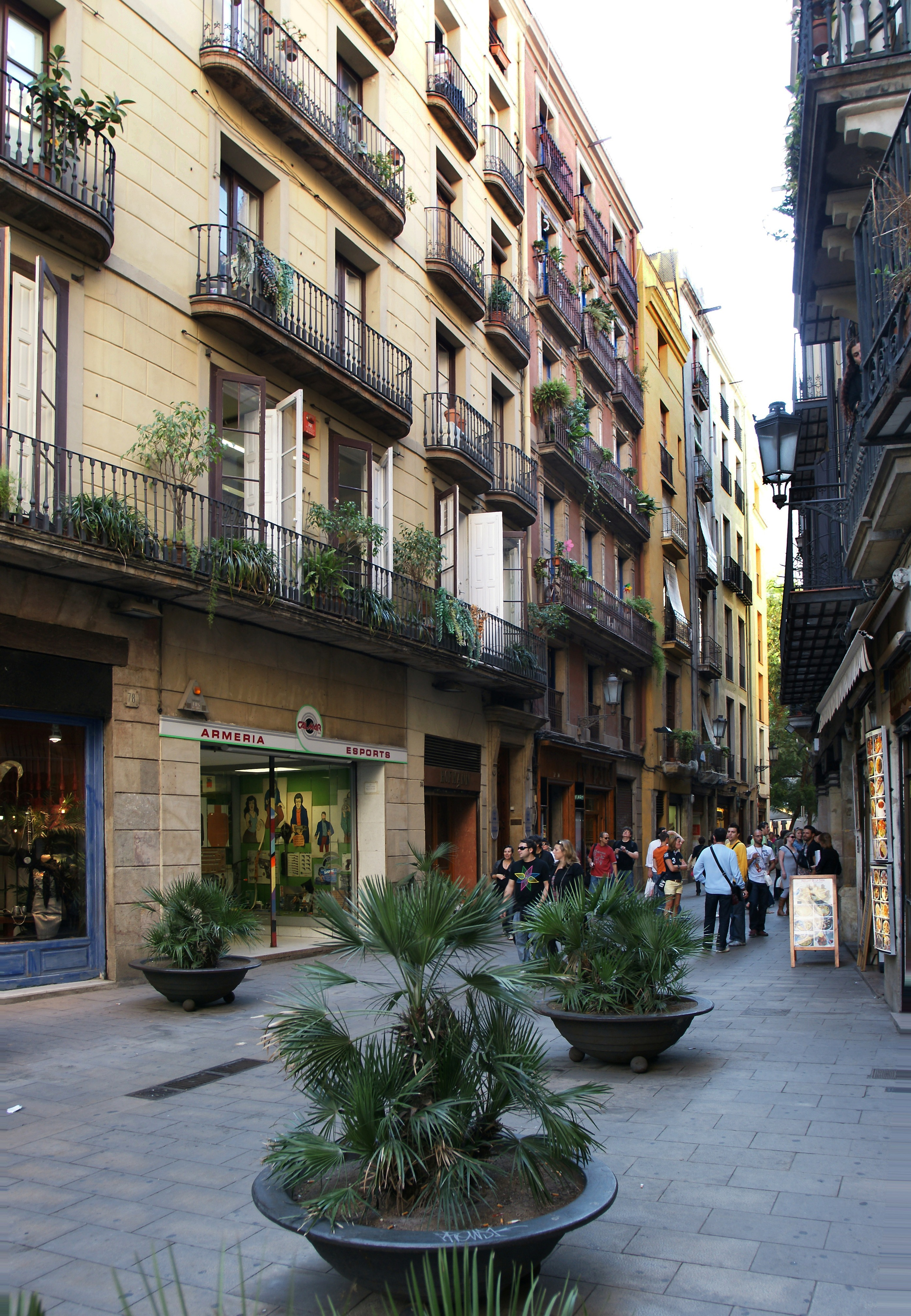
Carrer de l'Argenteria

La música laietana, també coneguda com a Ona laietana, fou un moviment musical sorgit a la primera meitat dels anys 1970 i que actuà com a revulsiu en el context de la música popular a Catalunya, que s'inspira en el folk, el pop i el rock. Tingué el seu origen a Barcelona, en concret a locals propers a la Via Laietana, d'on li ve el nom (de la tribu dels laietans). Tot i que afectà a diversos estils musicals, es manifestà clarament en el rock. Es tractava d'un so de fusió amb moltes influències del jazz-rock -de moda en aquells temps- combinat amb essències mediterrànies, la salsa o la rumba. Precisament fou el músic de rumba Gato Pérez qui batejà aquest moviment amb el nom d'Ona laietana. Una altra característica del moviment és la introducció del català, fins i tot abans de la fi de la dictadura franquista -i per tant en un període de prohibició de la llengua catalana- en el rock.

## Història
Quan el 23 de maig de 1973, l'empresari Víctor Jou obria per primera vegada la persiana de Zeleste, poc podia imaginar la importància i la repercussió que tindria aquell gest. Amb l'obertura de la sala Zeleste al carrer Argenteria, o Platería com dictaven les ordenances franquistes de l'època, s'obrien també les portes d'un dels fenòmens musicals més sorprenents i espontanis de la cultura catalana.

### Context
A principi de la dècada dels setanta, a Catalunya les parcel·les musicals estaven perfectament dividides. A una banda hi ha Els Setze Jutges, els fills adoptius de la chanson francesa encapçalats per Lluís Llach, Joan Manuel Serrat, Quico Pi de la Serra i Maria del Mar Bonet, i a l'altra se situen els grups de pop i de rock de ciutat que beuen directament de les fonts d'inspiració britàniques amb referents tan clars com The Beatles.
Los Sírex o Los Salvajes formen part d'aquesta generació musical catalana, desmarcada absolutament de cap mena de reivindicació nacionalista i que utilitza el castellà com a llengua per expressar-se. Entre els roquers amb aspiracions mediàtiques i els cantautors compromesos, hi ha un altre col·lectiu d'inconformistes que canalitza l'energia emmirallant-se en la nova saba del folk nord-americà: el Grup de Folk. Entre els seus membres, destaquen Jaume Arnella, Xesco Boix, Eduard Estivill o Oriol Tramvia. Tots ells es neguen a triar entre la nova cançó polititzada i el rock més espanyolitzat.

### Inicis

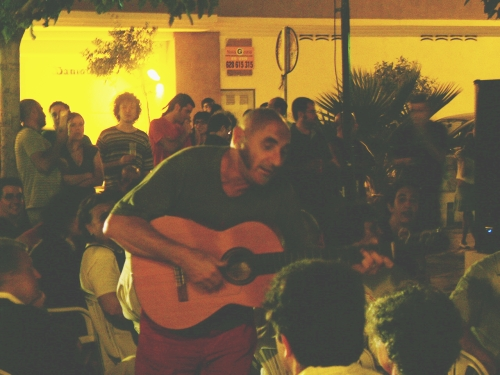
Pau Riba.

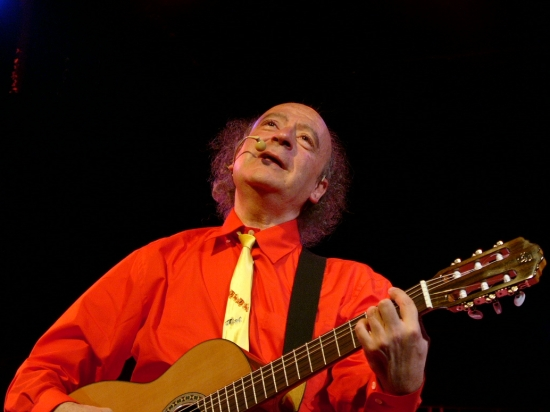
Jaume Sisa.

Al desaparegut Grup de Folk hi havia alguns dels principals protagonistes del que seria el so laietà, músics que volien anar més enllà de la concepció folk més tradicional tot seguint les passes agosarades del Bob Dylan més elèctric: Jaume Sisa, Pau Riba o Jordi Batiste són alguns d'aquests músics inconformistes que han declarat, en més d'una ocasió, haver passat més temps a la barra de Zeleste que a casa.

### Auge
Al llarg de la dècada dels setanta, Zeleste va ser l'epicentre musical de la ciutat de Barcelona. Els responsables no van apostar mai per una especialització estilística a l'hora d'elaborar la programació de concerts. Durant els set dies de la setmana es podia sentir en directe el millor rock del moment, així com els grans cantants de flamenc i els representants de l'important i revolucionari rock andalús dels setanta, els millors intèrprets de jazz o els representants de les que encara ningú s'havia atrevit a definir com les músiques del món.
El vell Zeleste, escrit amb Z gràcies a la confiança que Silvia Guvern va dipositar en el seu fill en el moment de dissenyar el logotip de la sala, va propiciar el gust per la bona música, independentment de la procedència geogràfica o de la cadència rítmica. Joves inconformistes, que a principi de la dècada dels setanta estaven en la flor de la vida i que passaven llargues nits compartint experiències musicals inèdites en les quals tot, absolutament tot, estava permès i era possible.
A la barra de la sala Zeleste convivien inconformistes com Carles Flavià, Pau Riba, Jaume Sisa, la Voss del Trópico, Rafael Moll, Marià Albero, Gato Pérez, que segons sembla va ser l'autor de tan encertada etiqueta. L'artèria viària que uneix el centre de la ciutat amb el mar és la línia que marca també la tendència musical més underground de la Barcelona dels setanta. Per primera vegada, i de manera espontània, la ciutat oferia una proposta cultural que la posava a l'altura de les millors capitals del món.
Ningú podia imaginar que una avinguda tan gris com la Via Laietana serviria per pintar d'un color tan viu la cultura del país. El so laietà s'alimenta de les nits mestisses de Zeleste, en les quals un argentí com el Gato Pérez impartia lliçons de rumba catalana als representants locals, Mayito Fernández encomanava amb la seva salsa picant aquells que amb prou feines sabien ubicar Cuba al mapa i Manel Joseph va decidir batejar amb el nom del carrer on està la seva sala de concerts preferida, Plateria, una orquestra capaç de furtar l'autoria del Pedro Navaja de Rubén Blades.

### Estil i evolució
L'ona laietana es pot definir musicalment com el mestissatge sense complexos entre les influències del rock progressiu internacional del moment amb les arrels mediterrànies i totes i cada una de les aportacions particulars de músics arribats d'arreu del món amb ganes d'encomanar la seva febre rítmica.
Pan y Regaliz i Màquina!, fundades el 1970, són dues formacions anteriors al naixement del so laietà, però erigides com a referent. Ambdues són importants perquè hi van desfilar els noms més rellevants de la història de la música catalana com Jordi Batiste, Emili Baleriola o Carles Benavent. Després van venir altres grups com Jarka, amb la presència del pianista Jordi Sabates, o Tapiman, on militava el guitarrista Max Sunyer.
De l'evolució de Màquina!, indiscutiblement el gran pilar del so laietà, van sorgir noves bandes com Ia i Batiste o Música Urbana, fundada l'any 1976 i amb noms importants com el de Joan Albert Amargós a les seves files. Tots aquests grups citats fins ara practiquen, cadascun amb les seves particularitats, un rock progressiu gairebé sempre instrumental, molt empeltat de jazz improvisat i amb aromes mediterranis.
Un so mai sentit fins aquell moment i que va captivar immediatament. Els millors músics del país van continuar experimentant i, a partir de l'any 1975, l'escena laietana presentava un planter de luxe amb noms prou coneguts com els de Lucky Guri, Jordi Bonell, Manel Camp, Santi Arisa, Josep Maria Bardagí, Josep Maria Paris o Josep Mas Kitflus.
Intercanviant-se els papers contínuament i saltant d'un grup a l'altre, tots aquests músics van donar vida a bandes com Barcelona Traction, Blay Tritono, Fusioon, Gotic, Teverano, Borne i, sobretot, Iceberg, Pegasus i l'Orquestra Mirasol. Paral·lelament a tots aquests grups, de la mateixa sala Zeleste va sorgir una de les primeres empreses de management artístic professional del país. La discogràfica Edigsa mateix va crear el segell anomenat Zeleste, que va ser l'encarregat d'enregistrar totes aquestes petites revolucions sonores per deixar constància d'un dels moments musicals més rics de la història musical del país. Posteriorment des del mateix Zeleste, el cap de comunicació, Josep Cassart va propiciar la col·laboració amb la multinacional discogràfica RCA i s'hi van enregistrar els elepès de Jordi Sabatés (duets de piano i bateria amb Santi Arisa), Música Urbana (Iberia), Toti Soler (Laia) i Mirasol-Colores (linea 5).
La llista de noms que es podrien afegir al so laietà és llarga: La Companyia Elèctrica Dharma, Toti Soler, Esqueixada Sniff, Secta Sònica o l'Orquestra Plateria són referents ineludibles del so laietà i l'aportació que van fer és cabdal per a la història musical catalana. Però si algú mereix fer un punt i a part en aquesta llista aquest és el Gato Pérez.

### Festival Canet Rock
Un dels punts culminants per a la majoria dels membres d'aquesta ona laietana va ser el festival Canet Rock, celebrat entre els anys 1975 i 1978. Els principals grups catalans van compartir cartell amb els cantautors de la Nova Cançó més oberts de mires com ara Maria del Mar Bonet o els representants del nou flamenc andalús com Lole y Manuel. El mestissatge experimentat que es vivia des de feia uns anys entre les quatre parets de Zeleste sortia ara al carrer en el primer gran festival de rock no només de Catalunya, sinó també del sud d'Europa.
Les imatges rodades per Francesc Bellmunt amb les entrevistes d'un joveníssim Àngel Casas per a la pel·lícula Canet Rock (1975), són el millor testimoni de la rellevància indiscutible d'aquelles llargues hores de música al pla d'en Sala de Canet de Mar. El festival Canet Rock va ser el millor aparador del so laietà i una de les expressions populars i culturals més clarament posicionades en pro del desig de llibertat d'una gent jove que volia fer front a la pressió de la dictadura espanyola tot utilitzant el rock i el mestissatge com a armes.

### Actualitat
Avui dia, l'ona laietana ja no és res més que un important bocí de la història musical catalana. La majoria dels membres continuen encara en actiu amb més o menys fortuna. Un cop feta la revolució, els temps han canviat per a la majoria: alguns han fet fortuna component música per a coneguts espots televisius, n'hi ha que han recollit grans guardons al costat dels artistes més mediàtics del moment i alguns com el Gato ja no hi són.

## Estils

### Cançó galàctica
La Cançó galàctica no és un gènere, ni un estil, ni un moviment, ni tampoc una tendència. La cançó galàctica és un univers poètic, evocatiu i salvatge on encara es preserven racons per a la llibertat i la innocència. Els seus portadors poden tenir en comú el surrealisme dalinià i l'ideari de Francesc Pujols. Allò que més els uneix, però, és la diferent interpretació dels seus mons particulars. En són membres destacats Jaume Sisa i Pau Riba.

### Rock Laietà
Alguns grups i artistes vinculats a aquest estil van ser Pau Riba, Jaume Sisa, Om, Oriol Tramvia, Companyia Elèctrica Dharma, Tribu, Atila, Blai Tritono, Secta Sònica, Música Urbana, la Orquesta Mirasol, l'Orquestra Plateria, etc.

### Altres
Tot plegat passa al mateix temps que altres músics es radicalitzen davant el moviment laietà i proposen la improvisació lliure com a via d'expressió. El fruit d'aquest trencament és el col·lectiu Free Diffusion, al voltant del qual hi ha grups com Perucho's, La Propiedad es un Robo, Baf o Boicot. Es pot dir que aquí sorgeix l'escena d'improvisació de Barcelona, que arriba fins als nostres dies.
Durant aquells anys apareixen grups que recullen la tradició musical mediterrània i hi incorporen pautes de la música negra americana més avançada, com ara el free-jazz i el jazz-rock. Paral·lelament, Eduardo Polonio, a Barcelona, i Martí Brunet, a Manresa, experimenten amb sintetitzadors i importen el primer minimalisme nord-americà i el krautrock.